# Ramones Mania
Albums de Ramones
Halfway to Sanity
(1987) Brain Drain
(1989)
Singles
1. I Wanna Be Sedated[1]
Sortie : 1988

Ramones Mania est une compilation du groupe de punk rock new-yorkais Ramones. Elle fut réalisée le 31 mai 1988 sur le label Sire Records.

## Contenu et réception
Cette compilation réunit trente chansons des Ramones parues sur les dix premiers albums studios du groupe (1976 - 1987), certaines dans leur version "single" (Sheena Is a Punk Rocker, Needles and Pins et Howling at the Moon). Il y a aussi Rock 'n' Roll High School dans sa version remixée pour la bande originale du film du même nom et Indian Giver, face B du single "A Real Cool Time" paru en 1987.
Elle sera longtemps la meilleure vente du groupe, étant certifié disque d'or en juin 1994. Seul le premier album Ramones recevra la même récompense mais seulement en 2014 soit 38 ans après sa sortie .
Elle atteignit la 168e place du Billboard 200 américain où elle resta classée pendant cinq semaines.
Cette compilation ressortira en 2010 dans le cadre du Record Store Day sous forme de double album vinyle vert/bleu. Seul 1 000 exemplaires seront pressés .

## Liste des titres
| No  | Titre                                                  | Auteur                                  | de l'album                           | Durée |
| --- | ------------------------------------------------------ | --------------------------------------- | ------------------------------------ | ----- |
| 1.  | I Wanna Be Sedated                                     | Joey Ramone                             | Road to Ruin, 1978                   | 2:29  |
| 2.  | Teenage Lobotomy                                       | Dee Dee Ramone                          | Rocket to Russia, 1977               | 2:00  |
| 3.  | Do You Remember Rock 'n' Roll Radio?                   | Joey                                    | End of the Century, 1980             | 3:50  |
| 4.  | Gimme Gimme Shock Treatment                            | Dee Dee, Johnny Ramone                  | Leave Home, 1977                     | 1:40  |
| 5.  | Beat On the Brat                                       | Joey                                    | Ramones, 1976                        | 2:30  |
| 6.  | Sheena Is a Punk Rocker (single version)               | Joey                                    | Rocket to Russia, 1977               | 2:47  |
| 7.  | I Wanna Live                                           | Dee Dee, Daniel Rey                     | Halfway to Sanity, 1987              | 2:36  |
| 8.  | Pinhead                                                | Dee Dee                                 | Leave Home, 1977                     | 2:42  |
| 9.  | Blitzkrieg Bop                                         | Tommy Ramone, Dee Dee                   | Ramones, 1976                        | 2:12  |
| 10. | Cretin Hop                                             | Tommy, Dee Dee, Johnny                  | Rocket to Russia, 1977               | 1:55  |
| 11. | Rockaway Beach                                         | Dee Dee                                 | Rocket to Russia, 1977               | 2:06  |
| 12. | Commando                                               | Dee Dee                                 | Leave Home, 1977                     | 1:50  |
| 13. | I Wanna Be Your Boyfriend                              | Tommy                                   | Ramones, 1976                        | 2:24  |
| 14. | Momma's Boy                                            | Dee Dee, Johnny, Tommy                  | Too Tough to Die, 1984               | 2:09  |
| 15. | Bop 'Til You Drop                                      | Dee,Dee, Johnny                         | Halfway to Sanity, 1987              | 2:09  |
| 16. | We're a Happy Family                                   | Joey                                    | Rocket to Russia, 1977               | 2:39  |
| 17. | Bonzo Goes to Bitburg                                  | Dee Dee, Joey, Jean Beauvoir            | Animal Boy, 1986                     | 3:57  |
| 18. | Outsider                                               | Dee Dee                                 | Subterranean Jungle, 1983            | 2:10  |
| 19. | Psycho Therapy                                         | Johnny, Dee Dee                         | Subterranean Jungle, 1983            | 2:35  |
| 20. | Wart Hog                                               | Dee Dee                                 | Too Tough to Die, 1984               | 1:54  |
| 21. | Animal Boy                                             | Dee Dee, Johnny                         | Animal Boy, 1986                     | 1:50  |
| 22. | Needles and Pins (single version)                      | Sonny Bono, Jack Nitzsche               | Road to Ruin, 1978                   | 2:20  |
| 23. | Howling at the Moon (Sha-la-la) (single edit)          | Dee Dee                                 | Too Tough to Die, 1984               | 3:25  |
| 24. | Somebody Put Something in My Drink                     | Richie Ramone                           | Animal Boy, 1986                     | 3:23  |
| 25. | We Want the Airwaves                                   | Joey                                    | Pleasant Dreams, 1981                | 3:20  |
| 26. | Chinese Rocks                                          | Dee Dee, Richard Hell                   | End of the Century, 1980             | 2:28  |
| 27. | I Just Wanna Have Something to Do                      | Joey                                    | Road to Ruin, 1978                   | 2:41  |
| 28. | The KKK Took My Baby Away                              | Joey                                    | Pleasant Dreams, 1981                | 2:31  |
| 29. | Indian Giver (reprise de 1910 Fruitgum Company)        | Ritchie Cordell, Bobby Bloom, Bo Gentry | A Real Cool Time UK 12" single, 1987 | 2:47  |
| 30. | Rock 'n' Roll High School (version de la B.O. du film) | Joey                                    | End of the Century, 1980             | 2:14  |

## Musiciens
- Joey Ramone: chant
- Johnny Ramone: guitare
- Dee Dee Ramone: basse, chœurs, chant sur "Wart Hog"
- Marky Ramone: batterie sur les titres 1, 3, 18, 19, 22, 25, 26, 27, 28 & 30
- Tommy Ramone: batterie sur les titres 2 ,4, 5, 6, 8, 9, 10, 11, 12, 13 & 16
- Richie Ramone batterie sur les titres 7, 14, 15, 17, 20, 21, 23, 24 & 29,  chœurs sur "Wart Hog"

## Charts et certification
Charts
| Pays       | Durée du classement | Meilleur classement | Date           |
| ---------- | ------------------- | ------------------- | -------------- |
| Canada     | 4 semaines          | 84e                 | 9 juillet 1988 |
| États-Unis | 5 semaines          | 168e                | 2 juillet 1988 |

Certification
| Pays       | Certification | Ventes    | Date         |
| ---------- | ------------- | --------- | ------------ |
| États-Unis | Or            | 500 000 + | 27 juin 1994 |